# Livstid
Livstid ist eine norwegische Crust-/Grindcore-Band. Sie wurde 2006 in Bergen gegründet.

## Geschichte
Nach einem 2008 auf CD-R selbstproduzierten Demo veröffentlichte Livstid im März 2009 eine Split-EP mit der schwedischen Punk-Band Passiv Dödshjälp bei Halvfabrikat Records. Die B-Seite mit den Stücken von Livstid erschien später als EP Kriminell beim kanadischen Label Moshpit Tragedy. Es folgte eine Tournee durch Europa sowie ein Auftritt beim Obscene-Extreme-Festival in Tschechien. In einem Artikel vom 29. Januar 2010 zählte die norwegische Tageszeitung Verdens Gang die Gruppe im Bereich Hardcore zu den Hoffnungsträgern des neuen Jahres. Es folgte 2010 eine weitere Split-EP mit der ungarischen Band Human Error beim Osloer Label Fysisk Records, dort erschien 2011 auch das selbstbetitelte Debütalbum. Die auf Norwegisch verfassten Texte richten sich gegen Rassismus und Sexismus, thematisieren den Umweltschutz und üben Kritik an politischen und gesellschaftlichen Missständen. Der Musikstil der Gruppe wird als Crustcore mit Einflüssen aus Grindcore und D-Beat charakterisiert.

## Diskografie
- 2009: Split (Split-EP mit Passiv Dödshjälp, Halvfabrikat Records)
- 2009: Kriminell (EP, Moshpit Tragedy)
- 2010: Financial Crimes (Split-EP mit Human Error, Fysisk Format)
- 2011: Livstid (Album, Fysisk Format)
- 2013: Broken World (Split-EP mit GreeD, Diablos Recs.)
- 2015: Split (Split-EP mit Khmer, Halo of Flies, Disiplin Media, Longlegslongarms)